# هوملند (فصل ۲)
فصل دوم مجموعهٔ تلویزیونی هوملند در ژانر دلهره‌آور روان‌شناختی، در ۳۰ سپتامبر ۲۰۱۲ از شبکه شوتایممنتشر شد.. این مجموعه ۱۲ قسمت داشت. این مجموعه براساس مجموعهٔ اسراییلی اسیران جنگی و تحت نظر جدعون راف ساخته و توسط هاوارد گوردون و الکس گانسا پرداخته شده‌است.

## بازیگران و گروه ساخت

### بازیگران اصلی
- کلر دینز در نقش کری متیسون، افسر سازمان سیا در بخش مبارزه با تروریسم،
- دیمین لوئیس در نقش نیکلاس برودی، سرباز سابق ارتش ایالات متحده که توسط تیم نیروی دلتا پس از ۸ سال اسارت توسط القاعده نجات یافته،
- مورنا باکارین در نقش جسیکا همسر نیکلاس برودی،
- دیوید هیروود در نقش دیوید ایستس، رئیس بخش مبارزه با تروریسم سازمان سیا؛ رئیس کری متیسون،
- دیگو کِلَـتِنهاف در نقش مایک فابر، سرباز نیروی هوایی ارتش ایالات متحده، یار سابق نیکلاس برودی،
- جکسون پیس در نقش کریس برودی، پسر نیکلاس برودی،
- مورگان سیلر در نقش دانا برودی، دختر نیکلاس برودی
- مندی پتینکین در نقش سال برانسون، رئیس بخش خاورمیانه سازمان سیا، رئیس سابق کری و راهنمای وی،
- دیوید مارسیانو در نقش ویژیل، کمک‌کننده به کری،
- نوید نگهبان در نقش ابونظیر، عضو ارشد سازمان القاعده،
- جیمی شریدن در نقش ویلیام والدن، معاون رئیس‌جمهور ایالات متحده و رئیس سابق سازمان سیا
- روپرت فرند در نقش پیتر کویین، تحلیلگر سیا.

### بازیگران میهمان
- روپرت فرند در نقش پیتر کویین، تحلیلگر سیا (۹ قسمت)
- زلیخا رابینسون در نقش رؤیا حمد، روزنامه‌نگار و رابط «ابونظیر» (۹ قست)
- تیموتی شالامی در نقش فین والدن، فرزندِ معاون رئیس‌جمهور و دوست دانا (۸ قسمت)
- هرش تیتیزیان در نقش دنی گالوز، مأمور سیا با نسب گواتمالایی و لبنانی (۷ قسمت)
- وَلری کروز در نقش سرهنگ جوی منندز (۵ قسمت)
- موری استرلینگ در نقش مکس، برادر ویرژیل و کمکیار وی برای نظارت بر برودی (۵ قسمت)
- تالیا بالسام در نقش سندیا والدن، همسر معاون رئیس‌جمهور (۴ قسمت)
- مارک منچاکا در نقش لاودر ویکفیلد در نقش سربازِ سابق (۴ قسمت)
- اف. موری آبراهام در نقش دار آدال، مأمور عملیات مخفی سابق (۲ قسمت)
- تیلور کوالسکی در نقش زَندِر، دوست دانا (۲ قسمت)
- جیمز ربهورن در نقش فرانک متیسون، پدرِ کری (۲ قسمت)
- ساریتا چودری در نقش میرا رابینسون، همسرِ سال و خارج‌نشین (۱ قسمت)
- امی هارگریوز در نقش مگی متیسون، خواهر کری متیسون و روانپزشک وی (۱قسمت)
- مارین ایرلند در نقش آلین مورگان، تروریست ضدِ آمریکایی (۱ قسمت)

## فهرست قسمت‌ها
| قسمت | #  | عنوان                  | کارگردانی توسط   | نگارش توسط                                                          | تاریخ اصلی نمایش | تولید کد  | بیینده (آمریکا) (میلیون) |
| ---- | -- | ---------------------- | ---------------- | ------------------------------------------------------------------- | ---------------- | --------- | ------------------------ |
| ۱۳   | ۱  | «آن لبخند»             | مایکل کوئستا     | الکس گانسا و هاوارد گوردون                                          | ۳۰ سپتامبر ۲۰۱۲  | 2WAH01    | ۱.۷۴                     |
| ۱۴   | ۲  | «بیروت بازگشته»        | مایکل کوئستا     | چیپ جوهانسن                                                         | ۷ اکتبر ۲۰۱۲     | 2WAH02    | 1.48                     |
| ۱۵   | ۳  | «حالت مستقل»           | لاج کریگان       | الکساندر کری                                                        | ۱۴ اکتبر ۲۰۱۲    | اعلان‌نشده | 1.48                     |
| ۱۶   | ۴  | «رایحهِ جدیدِ ماشین»     | دیوید اسمل       | مردیت استیهم                                                        | ۲۱ اکتبر ۲۰۱۲    | 2WAH05    | ۱.۷۵                     |
| ۱۷   | ۵  | «پ و پ (پرسش و پاسخ)»  | لزلی لینکا گراتر | هنری برومل                                                          | ۲۸ اکتبر ۲۰۱۲    | 2WAH05    | ۲.۰۷                     |
| ۱۸   | ۶  | «آدرسی در گاستبرگ»     | گای فرلند        | چیپ جانسون                                                          | ۴ نوامبر ۲۰۱۲    | 2WAH06    | ۱.۷۴                     |
| ۱۹   | ۷  | «پاکسازی»              | جان دال          | مردیت استیهم                                                        | ۱۱ نوامبر ۲۰۱۲   | 2WAH07    | ۱.۹۱                     |
| ۲۰   | ۸  | «من میروم (پروازکنان)» | مایکل کوئستا     | داستان از : هاوارد گوردون، چیپ جانسون فیلمنامه شده توسط: چیپ جانسون | ۱۸ نوامبر ۲۰۱۲   | 2WAH08    | ۱.۸۷                     |
| ۲۱   | ۹  | دو کلاه                | دن اَتیاس         | الکساندر کاری                                                       | ۲۵ نوامبر ۲۰۱۲   | 2WAH09    | ۲.۰۲                     |
| ۲۱   | ۱۰ | «قلبهای شکسته»         | گای فرلند        | هنری برومل                                                          | ۲ دسامبر ۲۰۱۲    | 2WAH10    | ۲.۲۰                     |
| ۲۳   | ۱۱ | به یادش                | جرمی پودسوا      | چیپ جانسون                                                          | ۹ دسامبر ۲۰۱۲    | 2WAH11    | ۲.۳۶                     |
| ۲۳   | ۱۲ | «انتخاب»               | مایکل کوئستا     | الکس گانسا، مردیت استیهم                                            | ۱۶ دسامبر ۲۰۱۲   | 2WAH12    | ۲.۲۹                     |

## تولید
شوتایم کار ساخت دومین فصل میهن را با ۱۲ قسمت و در۲۶ اکتبر ۲۰۱۱ اعلام نمود.
تولید فصل دوم از می ۲۰۱۲ آغاز شد که دو قسمت آغازینش در اسراییل فیلمبرداری شد، که هم به عنوان اسراییل و هم به عنوان لبنان، که برخی از قسمت‌ها در آنجا اتفاق می‌افتد، قابل استفاده بود.
پیش نمایش دومین فصل با نوید بازگشت بازیگرانش از جمله دیوید مورسیانو، جرمی شرایدن را داد. علاوه بر آن‌ها نیز روپرت فرند به فهرست بازیگران با بازی در نقش پیتر کویین، یک تحلیلگر سیا، اضافه شد.

## نقدها

### دیدگاه‌ها
دومین فاصل «میهن» نقدهای مختلفی را پذیرا بود و متاکرتیک براساس ۲۱ نظر، از ۱۰۰ به آن ۹۶ داد. براساس نقدها، این سریال در ده مجموعه برتر سال ۲۰۱۲ قرار گرفت. به‌طوری‌که در هیتفیکس رتبه دوم و در متاکریتیک رتبه دوم را کسب کرد.
دروتی رابینویتز در وال‌استریت ژورنال این مجموعه را مرتبط‌ترین مجموعه با رویدادهای روز جهان دانست و دربارهٔ آن اظهار داشت:«این مجموعه به تمام خوبی‌های سری اولش بازگشته، با فیلم‌نامه درجه یک، اجرای تمام عیار بازیگران و تعلیق مرگبار آن»
دیوید ویگاند در سانفرانسیسکو کرونیکل× فصل دوم را مستحقِ برترین‌ها دانست و سطوح نویسندگی، بازی و ماجرا را درحد بالایی دانسته بود.
راهنمایی تی‌وی، مت راش، فصل دوم را مجموعه‌ایی از اجرایی قدرتمند از کلیر دینس و دمین لوئیس و نوشتاری حیرت‌انگیز دانست
یواس‌ای تودی و ورایتی نیز از آن به نیکی یاد کردند.

### جوایز و نامزدی‌ها
«میهن» در هفتادمین مراسم گلدن گلوب در بخش‌های «بهترین مجموعه درام»، بهترین بازیگران مرد و زن در مجموعه درام تلویزیونی برنده شد. سال پیش از این نیز میهن توانسته بود این عناوین را کسب نماید. مندی پتنکین نیز نامزدی بهترین بازیگر نقش دوم را کسب کرد.
در ۱۹مین جوایز اسکرین گیلد نیز بازیگران این مجموعه نامزد بهترین بازیگران درام شدند. کلیر دینس و دمین لوئیس نیز برای بهترین بازیگر مرد و زن نامزد شدند. دینس دومین جایزه خود را در این سری جوایز کسب کرد.
در ۶۵مین جوایز امی ساعات پر بیننده نیز این مجموعه حائز ۱۱ نامزدی، از جمله بهترین مجمعه تلویزیونی درام شد که سال پیش، آن را کسب کرده بود. همچنین دینس و لوئیس مجدداً برای بهترین بازیگر زن و مرد مجموعه درام نامزد شدند. مورینا بکرین و مندی پتنکین نیز برای بازیگری نقش پشتیبان نامزد شدند.